# Kobylská skupina
Kobylská skupina je archeologická kultura pojmenovaná podle nálezu žárových hrobů v obci Kobyly. Tato skupina působila na omezeném území Českolipska a Turnovska někdy mezi 2. stoletím a první polovinou 1. století př. n. l. (laténské období). Spolu s podmokelskou skupinou (činná v 3. až 2. století př. n. l. též na severu Čech) je kobylská skupina nejstarší důkaz germánského osídlení českého území, ovšem zdá se, že se ani tato novější skupina nedožila plošného germánského osídlení českého území.
Kobylská skupina vykazuje vlivy germánských kultur jastorfské, středoněmecké a przeworské, ovšem později se smísila s původním keltským obyvatelstvem.